# 김동현 (1981년)
김동현(1981년 1월 24일~)은 대한민국의 뮤지컬 배우이다.

## 출연 작품

### 뮤지컬
- 2007년 《뷰티풀 게임》 앙상블 역
- 2008년 《나쁜 녀석들》 앙상블 역
- 2008년 《갬블러]》 앙상블 역
- 2008년 《파이란]》  멀티맨 역
- 2009년 《스프링 어웨이크닝》 한센 역
- 2010년~2011년 《톡식히어로》 화이트듀드 역
- 2010년~2011년 《김종욱 찾기》 멀티맨 역
- 2012년 《벽을 뚫는 남자》 공무원 B씨/간수1/파시스트 역
- 2013년 《지저스 크라이스트 수퍼스타》 헤롯 역
- 2013년 《위키드》 보크 역